# 1557 en santé et médecine
| Années de la santé et de la médecine : 1554 - 1555 - 1556 - 1557 - 1558 - 1559 - 1560    |
| Décennies de la santé et de la médecine : 1520 - 1530 - 1540 - 1550 - 1560 - 1570 - 1580 |

Cet article présente les faits marquants de l'année 1557 en santé et médecine.

## Événements
- Épidémie de grippe en Europe, qui sera « rapportée par des médecins français, allemands, espagnols et italiens [et dont] la mortalité élevée et l'extrême contagiosité [aur]ont fortement marqué les chroniqueurs[1] ».
- La faculté de médecine de l'université d'Aix, fondée dès 1413 par Louis II, comte de Provence, commence seulement à fonctionner[2].

## Fondation
- La maladrerie Saint-Germain est remplacée par un hospice « pour les malades aliénés, vénériens ou teigneux » connu sous le nom de « Petites Maisons », établissement qui,  au XIXe siècle, alors réservé aux couples âgés, deviendra « hospice des ménages », avant d'être transféré à Issy-les-Moulineaux en 1863 sous le nom d'« hôpital Corentin-Celton[3] ».

## Publications
- Édition, à Anvers, chez Jean Loe et sous le titre de Histoire des plantes, de la traduction française, par Charles de L'Écluse, du Cruydeboeck de Rembert Dodoens, paru en flamand en 1554[4].
- Dans le cadre de la querelle qui oppose les deux corporations médicales[5], l'apothicaire Pierre Brailler publie contre le médecin Lisset Benancio une Déclaration des abus et ignorances des médecins[6].
- Francisco Martínez de Castrillo publie son « Dialogue bref et concis sur la denture et sur le merveilleux chef-d’œuvre qu'est la bouche » (Coloquio breve y compendioso sobre la materia de la dentadura y maravillosa obra de la boca[7]), premier traité d'odontologie rédigé en espagnol[8],[9].

## Naissance
- Bernardo Vargas Machuca (es) (mort en 1622), homme de guerre, naturaliste et vétérinaire espagnol, auteur en 1599 d'une Milicia y descripción de las Indias qui traite, entre autres sujets, des connaissances médicales et des remèdes nécessaires en campagne[10],[11].